# ترتيب الأسبقية الإندونيسية
ترتيب الأسبقية الإندونيسية   هو تسلسل هرمي رمزي من المناصب الهامة داخل حكومة إندونيسيا. للترتيب مكانة قانونية ويستخدم لإملاء البروتوكول الاحتفالي في الأحداث ذات الطبيعة الوطنية.

## ترتيب الأسبقية
ينص القانون رقم 9 لعام 2010 بشأن البروتوكول على ترتيب الأسبقية الإندونيسي المنفصل على المستوى الوطني ومستوى المقاطعات ومستوى البلديات والولايات. على الرغم من أن القانون بدأ سريانه في 19 أكتوبر 2010، إلا أن القوائم المعتمدة لها أسبقية المكاتب وأصحابها اعتبارًا من أكتوبر 2019.
على المستوى الوطني، تكون الأسبقية بالتتالي لكل من: رئيس إندونيسيا، نائب رئيس إندونيسيا، الرؤساء السابقون ونواب الرؤساء، رئيس المجلس الاستشاري الشعبي، رئيس مجلس ممثلي الشعب، رئيس مجلس التمثيل الإقليمي، رئيس مجلس التدقيق، رئيس قضاة المحكمة العليا في إندونيسيا، رئيس قضاة المحكمة الدستورية في إندونيسيا، رئيس اللجنة القضائية، الآباء المؤسسون للجمهورية، السفراء والممثلين الدائمين، نواب رئيس المجلس الاستشاري الشعبي، نواب رئيس مجلس ممثلي الشعب، محافظ البنك المركزي، رئيس لجنة الانتخابات، رئيس مجلس الإشراف على الانتخابات العامة، رئيس مجلس أخلاقيات منظمة الانتخابات، نائب رئيس قضاة المحكمة العليا، نائب رئيس قضاة المحكمة الدستورية، نائب رئيس الهيئة القضائية، 14 وزير يمثلون مجلس الوزراء، أعضاء مجلس الشيوخ، 
```
السفراء الإندونيسيون فوق العادة والمفوضين، رئيس أركان الجيش، رئيس أركان البحرية، رئيس أركان القوات الجوية.
```